# Amana (Iowa)
Amana es un lugar designado por el censo ubicado en el condado de Iowa en el estado estadounidense de Iowa. En el Censo de 2010 tenía una población de 442 habitantes y una densidad poblacional de 151,56 personas por km².

## Geografía
Amana se encuentra ubicado en las coordenadas 41°48′9″N 91°52′27″O / 41.80250, -91.87417. Según la Oficina del Censo de los Estados Unidos, Amana tiene una superficie total de 2.92 km², de la cual 2.92 km² corresponden a tierra firme y (0%) 0 km² es agua.

## Demografía
Según el censo de 2010, había 442 personas residiendo en Amana. La densidad de población era de 151,56 hab./km². De los 442 habitantes, Amana estaba compuesto por el 99.1% blancos, el 0% eran afroamericanos, el 0% eran amerindios, el 0% eran asiáticos, el 0% eran isleños del Pacífico, el 0.9% eran de otras razas y el 0% pertenecían a dos o más razas. Del total de la población el 2.94% eran hispanos o latinos de cualquier raza.